# کلیسای قلات
کلیسای تجلیل مسیح قلات کلیسایی مربوط به دوره پهلوی اول واقع در روستای قلات شهرستان شیراز است. این کلیسا توسط میسیونرهای مذهبی بین دو جنگ جهانی اول و دوم برای مسیحیان روستا ایجاد شده‌است. این اثر در تاریخ ۲ آبان ۱۳۸۲ با شمارهٔ ثبت ۱۰۴۹۷ به‌عنوان یکی از آثار ملی ایران به ثبت رسیده‌است.